# Parathyma hirayamai
Parathyma hirayamai är en fjärilsart som beskrevs av Matsumura 1935. Parathyma hirayamai ingår i släktet Parathyma och familjen praktfjärilar. Inga underarter finns listade i Catalogue of Life.